# Twelves
Twelves (Xanxerê, 12 de dezembro de 2012 – Rio de Janeiro, 20 de março de 2018) foi um macaco de estimação do cantor brasileiro Latino. Foi dado a ele por seu empresário em 2014 como presente de casamento. O tratamento do animal, um macaco-prego, era comparável ao de um bebê humano, com várias refeições ao dia e alto custo de vida. Frequentemente acompanhava Latino em shows, programas e ensaios fotográficos, e tinha centenas de milhares de seguidores no Instagram.
Em 2016 foi alvo de uma controvérsia após Latino publicar uma foto exibindo o animal aparentemente fumando narguilé, recebendo diversas críticas; o Ibama afirmou que o cantor seria responsabilizado pela postagem. No ano seguinte, desapareceu por um dia; uma força-tarefa foi criada para achá-lo. Twelves morreu em 2018 após fugir de casa, atropelado por um veículo. Seu corpo foi cremado e suas cinzas foram transformadas em um diamante.

## Biografia

### Início de vida (2012–2015)
O macaco-prego Twelves nasceu no dia 12 de dezembro de 2012, em Xanxerê, Santa Catarina. Veio de um viveiro do Rio Grande do Sul, o único oficializado pelo Instituto Brasileiro do Meio Ambiente e dos Recursos Naturais Renováveis (Ibama), e adestrado por André Poloni, conhecido como o maior adestrador de animais silvestres do país. Foi dado como presente de casamento pelo empresário de Latino em fevereiro de 2014, quando o cantor se casou com Rayanne Morais. O nome "Twelves" é uma homenagem à conhecida obsessão do cantor pelo número 12, notando também que Twelves nasceu no dia "12/12/12". O casal possuía toda a documentação necessária do Ibama, e Twelves tinha um chip de localização que permitia ver, por meio de um leitor, todo o histórico documental do macaco e do seu dono.
| “                         | Ele me disse: 'o que você quer ganhar de presente?'. Eu disse: 'um macaco'. Ele olhou para a minha cara e estranhou. Porque a Rayanne na época não ia querer filho, e eu já tenho filho pra caramba. Então, disse que o animal iria acabar nos distraindo. Só que ele achou que o macaco era uma coisa barata, não sabia que um desse custa cerca de 120, 150 mil reais | ” |
| — Latino, outubro de 2017 | |   |

Em junho de 2014, Latino publicou uma foto dando um beijo de língua em Twelves. O ato foi criticado por usuários da Internet, que o classificaram como nojento. Em novembro, Twelves participou de um ensaio fotográfico para um álbum de Latino. No mês seguinte, foi feita uma "superfesta" para seu aniversário de dois anos, sendo transmitida na televisão e contando com a participação de celebridades e, inclusive, de macacos. No dia 14 de julho de 2015, Latino e Rayanne se separaram, fazendo com que o animal ficasse com o cantor — os documentos estavam registrados em seu nome. No entanto, ele permitiu que Rayanne visitasse Twelves a qualquer momento, quando quisesse.

### Controvérsia e desaparecimento (2016–2017)

Imagem que causou a controvérsia

No dia 17 de março de 2016, Latino publicou uma foto mostrando Twelves em seu ombro enquanto o animal colocava a boca em uma mangueira de narguilé. A legenda dizia: "Até o Twelves quer tirar foto tipo gângster". A imagem causou controvérsia, fazendo diversos seguidores criticarem sua atitude. A postagem foi apagada após a reação negativa, mas as críticas continuaram. No dia seguinte, Latino criticou a repercussão do assunto na imprensa em nota, e afirmou que a imagem era uma montagem: "Está faltando assunto? Por isso que o nosso Brasil não vai pra frente! Se eu fosse a imprensa, teria vergonha de publicar uma nota dessa [...] Quanta hipocrisia numa foto que deixei bem claro que era uma montagem ostentação de um gângster. Essa nota estou dando para meu público que devo satisfação e não para os vendedores de notas frias. Preguiça disso".
A apresentadora Luisa Mell, forte defensora dos direitos animais, criticou a postagem. No dia 26, o Ibama declarou que Latino seria responsabilizado pelo caso: "A autorização de posse de animal silvestre não permite esse tipo de tratamento, portanto o cantor Latino responderá pelo fato". Latino rebateu e contestou a decisão:
| “ | Eu quero ver o Ibama ter peito para tirar o macaco de mim. É ruim de me tirar. Eles querem é aparecer com isso. Não tem nada disso. Eu estava fumando o narguilé, ele parou para sentir o cheiro e a menina tirou a foto. Quando ela fez a foto eu pedi para postar, porque era um momento engraçado, uma foto ostentação. Só que as pessoas gostam de se aproveitar das situações. Tanta coisa para o Ibama procurar saber, tanta coisa errada no planeta, tanta injustiça | ” |

No dia 8 de julho de 2017, Latino publicou um vídeo aos prantos, afirmando que após retornar dos Estados Unidos e deixar Twelves em sua casa, o macaco desapareceu repentinamente. O cantor afirmou que, apesar do animal frequentemente sair para passeio, costumava voltar pouco tempo depois. Formou-se uma grande força-tarefa para encontrar o animal, mobilizando mais de oitenta pessoas. Após uma busca por matas e riachos e mais de trinta condomínios pelos complexos da Barra da Tijuca, o macaco foi encontrado numa residência próxima ao lago do aeroporto de Jacarepaguá, no dia seguinte.

## Tratamento e personalidade

Twelves comendo papinha

Twelves ia frequentemente a shows e programas de televisão com o artista, incluindo Mais Você e Programa do Jô, e participou de ensaios fotográficos de revistas e websites. Seus custos, de cerca de mil reais mensais, geraram controvérsia. Twelves teve um tratamento similar ao de um bebê humano. Seguindo uma rotina de alimentação de três em três horas, o animal consumia uma mamadeira de leite feita com uma fórmula infantil no café da manhã, e, mais tarde, passou a consumir mingau de banana e, esporadicamente, pudim. No almoço e janta, alimentava-se de papinhas de neném, como as encontradas em farmácias e supermercados. Em outros horários, se alimentava de frutas variadas e amendoim.
Twelves sempre usava fraldas, já que não ficava em jaula — dormia numa cama box de casal com diversos brinquedos. Os apetrechos ficavam guardados em uma bolsa da marca Louis Vuitton, junto com bichinhos e roupinhas, incluindo um macacão e um casaco de lã com cachecol. Latino também contratou uma babá particular para o animal, que foi descrito como um animal "irrequieto e barulhento" e um "bicho iluminado" por suas atitudes perigosas. O macaco frequentemente saía para passeios.

Twelves teve popularidade na Internet. Sua conta no Instagram, criada em maio de 2014, conquistou quatro mil seguidores em apenas um mês. Em julho de 2015, contava com 18 mil seguidores; dois anos depois, com 50 mil, e atingiu 100 mil em outubro de 2017. Após a morte de Twelves, em março de 2018, sua conta tinha 180 mil seguidores. Latino chegou a afirmar que gostaria de adquirir outro macaco para fazer companhia ao animal, mas foi impedido por questões legais, pois podia apenas ficar com Twelves após provar que tinha acesso a uma árvore onde vivia e outras questões relativas aos cuidados com o animal.
| “                               | O Twelves viaja sempre com o Latino para fazer shows pelo Brasil. Ele adora, mas morro de saudade. Somos muito apegados a ele, tratamos como um filho mesmo. É até bom porque dá para adiar um pouco mais os planos de ser mãe | ” |
| — Rayanne Morais, julho de 2014 | |   |

## Morte
Após fugir de casa, às 13h do dia 20 de março de 2018, Twelves morreu atropelado por um veículo, no Rio de Janeiro. O agente de Latino declarou que o cantor estava "muito triste, inconsolável e sem falar com ninguém", tendo que adiar a gravação de um videoclipe. Em suas redes sociais, publicou: "Hoje é o dia mais infeliz da minha vida. Orem por mim! Sem chão". O animal foi cremado no dia seguinte no cemitério e crematório de animais Pet's Garden. Com suas cinzas, foi feito um diamante.
| “ | Ele junta os fiapos do meu cabelo com as cinzas do macaco, transforma em carvão e processa em alta temperatura para formar um diamante. Estou muito emocionado. Acabei de receber as cinzas do meu macaco Twelves em forma de um belo diamante. Agora ele estará comigo pra sempre em forma de amuleto da sorte. Que os anjos animais do céu estejam contigo. Que saudade. | ” |

Em abril de 2018, o cantor ganhou a macaca Ana Paula, mas deixou claro que ela não substituiria Twelves. A macaca morreu no dia 24 de novembro de 2022. Em 2021, a Secretaria de Cidadania do município do Rio de Janeiro apresentou uma notícia-crime contra Latino por intolerância religiosa, após afirmar em uma entrevista que a morte do macaco teria sido causada por macumba.